# Василько Володимирович
Васи́лько Володи́мирович (? — після 1218) — галицький княжич. Представник роду Ростиславичів з династії Рюриковичів. Бастард галицького князя Володимира Ярославича від попаді, онук Ярослава Осмомисла. З 1187 був союзником волинського князя Романа Мстиславича. 1188 року разом із батьком вивезений до Угорського королівства, де залишався заручником. На думку історика Леонтія Войтовича, 1218 року разом із молодшим братом Володимиром був претендентом на галицький престол, якого угорці намагалися використати у боротьбі за галицьку спадщину.

## Сім'я
- Батько: Володимир Ярославич, князь галицький.
- Дружина: Федора (?—після 1200), донька  великого князя київського Романа Мстиславича з дому Волинських Мономаховичів.